# 隨建即連網路優化方案
隨建即連網路優化方案（英語：Better Approach To Mobile Adhoc Networking，縮寫為或），一套路由協議，由Freifunk社群所發展與維護。它的目標是希望能取代最佳化鏈路狀態路由協定(Optimized Link State Routing Protocol，OLSR）。在Linux 2.6.38版本中已支援這個協定。
隨建即連網路優化方案的主要概念是將最佳的路由知識分散到整個網路，而不是由單一的節點來擁有所有的資訊。使用這套技術，我們不再需要收集網路中每個節點的改變狀況，再通知所有節點。個別的節點只保存它能直接收送資料的其他節點資訊。在節點與節點間傳送資料時，方才能夠得到個別，而且動態產生的路由。以此創造出網路的集體。